# St. Jakobus der Ältere (Albertaich)

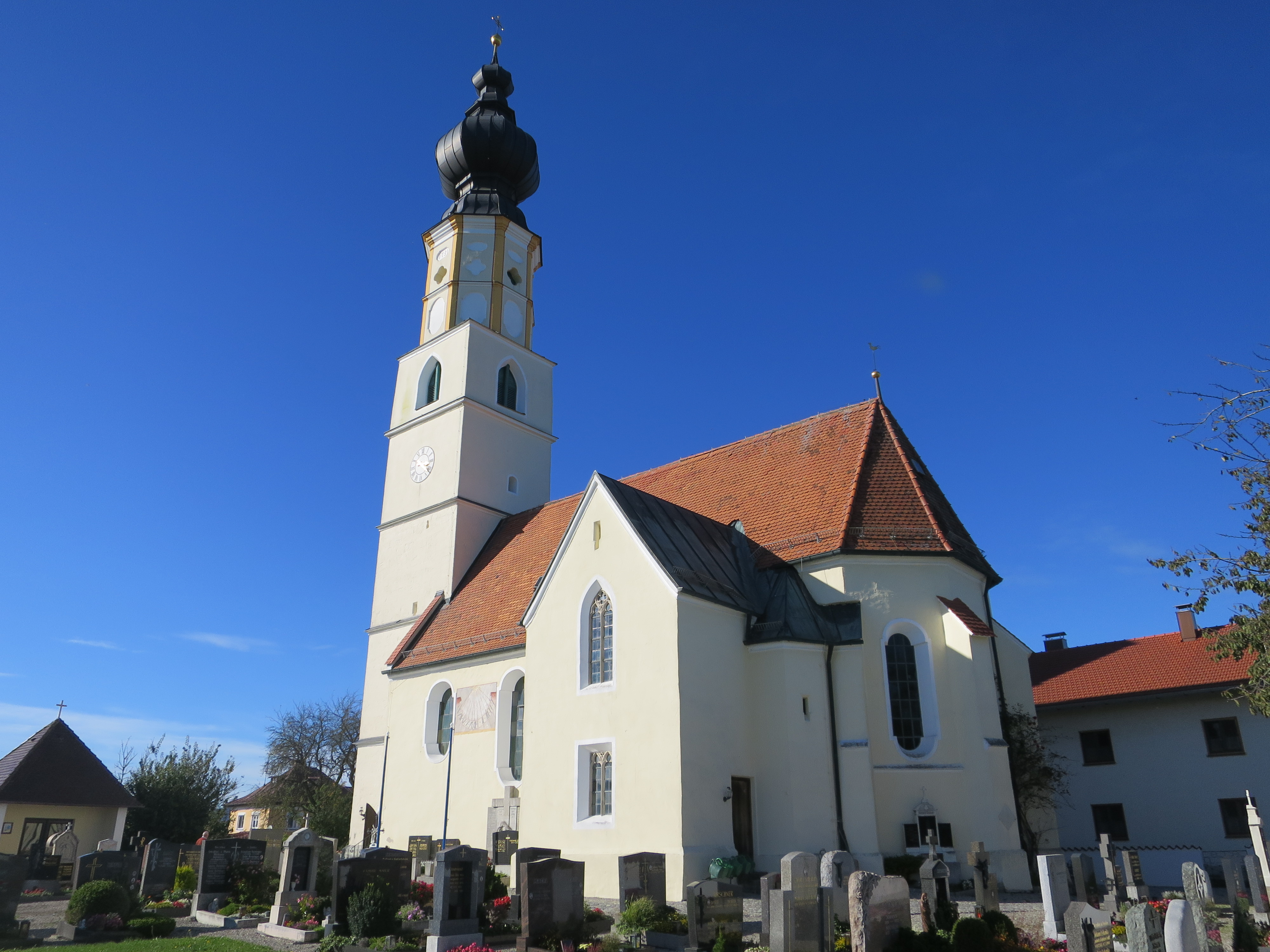
St. Jakobus der Ältere in Albertaich

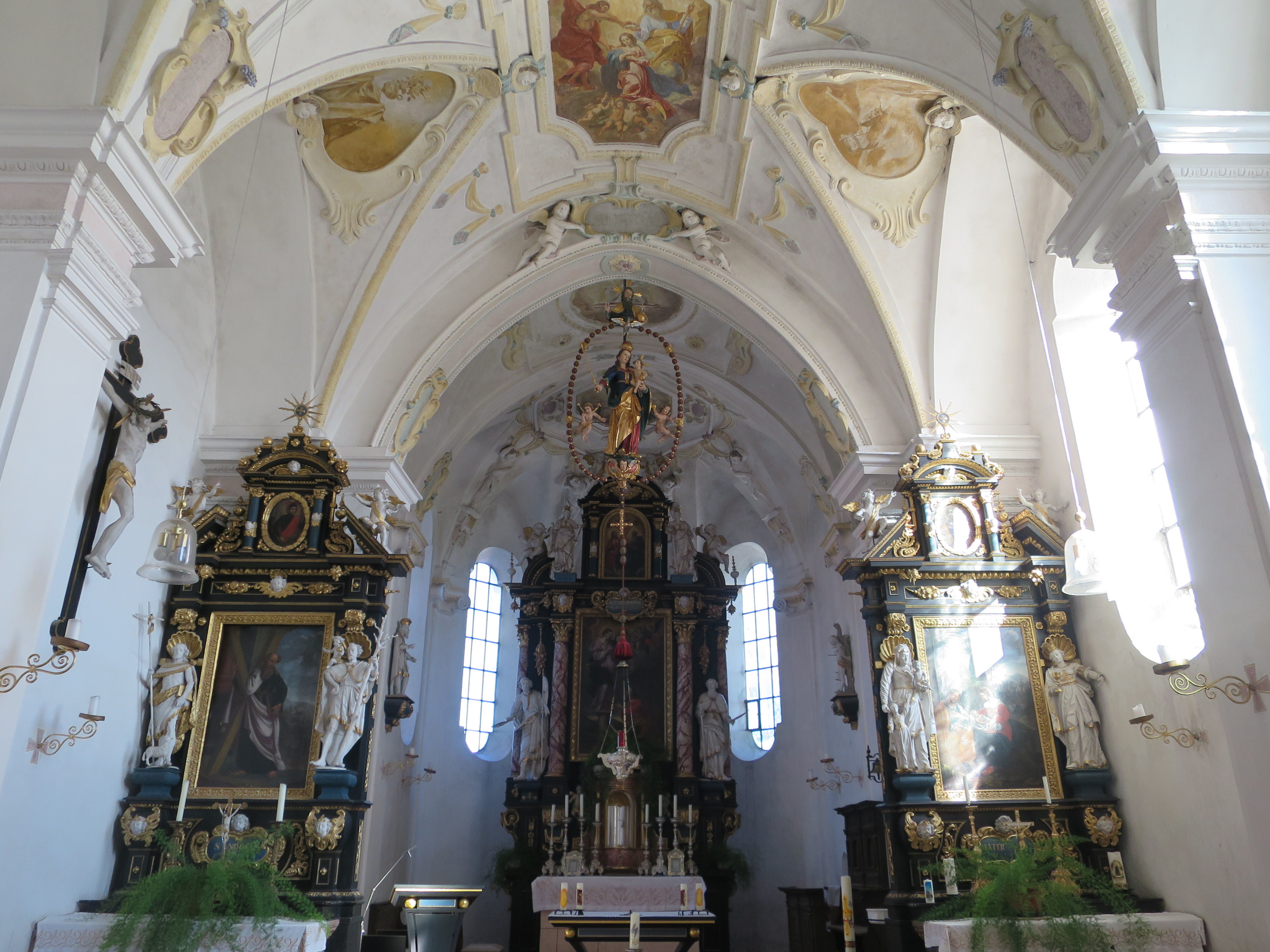
Hochaltar und Seitenaltäre

Die römisch-katholische Filialkirche St. Jakobus der Ältere steht in Albertaich, einem Gemeindeteil von Obing im Landkreis Traunstein von Bayern. Das Bauwerk ist als Baudenkmal unter der Nr. D-1-89-133-9 eingetragen. Die Kirche gehört zum Erzbistum München und Freising.

## Beschreibung
Die spätgotische Saalkirche wurde 1670 durch Kaspar Zucalli verändert. Sie besteht aus einem Langhaus, einem eingezogenen, dreiseitig geschlossenen, von Strebepfeilern gestützten Chor im Osten, einer Sakristei an der Südwand des Chors und einem Kirchturm im Westen, der mit achteckigen Geschossen aufgestockt und mit einer Welschen Haube bedeckt wurde. Das Erdgeschoss des Kirchturms, das im Innenraum mit einem Netzgewölbe überspannt ist, beherbergt den Windfang. Der Innenraum des Langhauses ist mit einem Stichkappengewölbe überspannt. In seinem Westen befindet sich eine Empore. Auf den Fresken sind Mariensymbole dargestellt. Der Hochaltar wird von geschnitzten Statuen des Josef von Nazaret und des heiligen Joachim flankiert. Die Orgel wurde 1858 von Max Maerz erbaut.